# Festival Fringe

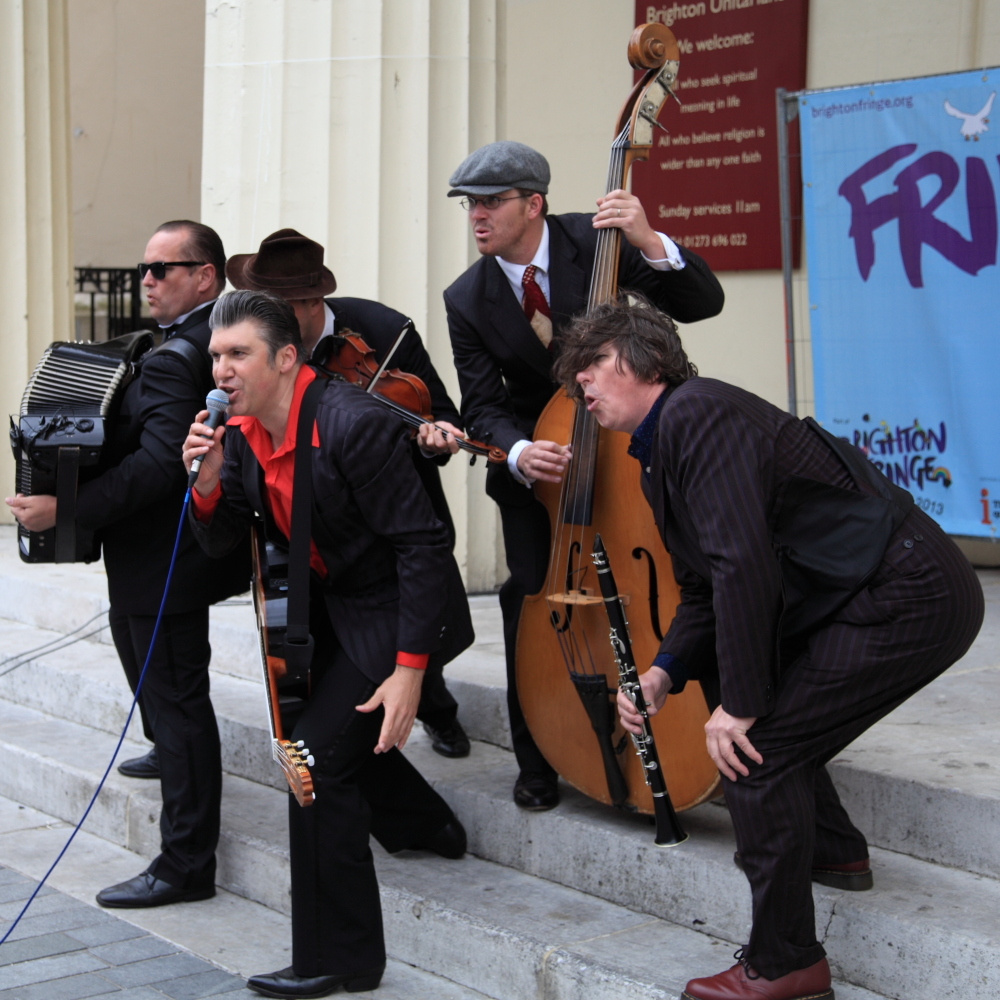
Actores participando en la edición 2013 del Brighton Fringe Festival.

Fringe denomina una tipología de festivales de teatro alternativo y experimental, con especial presencia de teatro de calle, y especial desarrollo en el norte de Europa y América del Norte, en periodos estivales.
El término «fringe», de origen inglés, nació en el Festival de Edimburgo, como sección paralela y haciendo referencia a la violación de los ‘márgenes’ estrictos del festival. Una de sus principales características es que se trata de festivales de teatro sin preselección donde todos los candidatos son aceptados. A veces, las piezas programadas son elegidas mediante un sorteo, a diferencia de los festivales clásicos en los que las obras en cartel son elegidas con base en sus supuestas cualidades artísticas y siguiendo la línea o ideología propia de cada festival.

## Historia
El término fringe comenzó a ser utilizado en la década de 1940, cuando ocho compañías de teatro se presentaron en el Edinburgh International Festival, con la esperanza de ganar reconocimiento de la multitud que concurría al festival. Robert Kemp, un periodista y escritor teatral escocés, mencionó al respecto, «en los márgenes (fringes) del festival oficial, parece que hay una mayor cantidad de iniciativas privadas que anteriormente (...) ¡Es posible que varios de nosotros por las noches no podamos volver a casa!».
El Edinburgh Festival Fringe como tal comenzó en 1947 y las primeras réplicas en Gran Bretaña tuvieron lugar en la década de 1960. El fenómeno es considerado similar a los teatros Off-Off-Broadway de Estados Unidos y los grupos de "teatro libre" en Europa. El término ganó uso popular a fines de la década de 1950, y el show Beyond the Fringe se estrenó en Edinburgo en 1960, antes de hacer temporada en Broadway y el West End. Entre los pioneros e innovadores del teatro alternativo en la lengua inglesa se encuentra James Haynes un vendedor de libros norteamericano. Haynes en 1963 creó el Traverse Theatre en Edinburgo. En este período también se destacan La MaMa Experimental Theatre Club, el Teatro de las 13 filas de Jerzy Grotowski, y el Teatro Estudio de Józef Szajna en Varsovia.
Durante el apogeo del Traverse Theatre, Haynes recibió apoyo financiero del estado y en 1969 hasta consiguió un teatro nuevo. En 1969, creó el Arts Lab en Londres, pero solo duró dos años. Peter Brook junto con el norteamericano Charles Marowitz inauguraron en 1968 en Londres el Open Space Theatre en Tottenham Court Road. Luego de los eventos del mayo francés de 1968, varios escritores jóvenes británicos incluidos David Hare, Howard Brenton y David Edgar, escribieron obras agitprop.
Mientras, en Estados Unidos, el teatro experimental estaba creciendo impulsado por las protestas políticas contra la guerra de Vietnam. El Living Theatre, fundado por Julian Beck, es considerado el teatro líder del "flower power" y del movimiento "hippie".
A comienzos de la década de 1970, nemorosos teatros alternativos comenzaron a recibir pequeños subsidios. Luego de la Crisis del mercado de 1973–74, muchas compañías de teatro alternativo en Inglaterra debieron cerrar. Nuevas obras fueron puestas en escena en el Teatro Bush y el Teatro King's Head, quienes lograron sobrevivir al crash. Los grupos 7:84 y Red Ladder Theatre Company fueron algunos de los grupos de teatro alternativo ambulantes que lograron sobrevivir.
Durante la década de 1960 los teatros alternativos atrajeron al público por su espíritu de aventura, sin embargo durante la década de 1970 las producciones se tornaron menos transgresoras y se elevaron los estándares de producción.
En 1982 se realizó Edmonton, Alberta, el primer festival alternativo (o fringe) en América del Norte. En ese entonces era la componente teatral del festival de Summerfest, pero luego evolucionó hasta convertirse en un evento independiente. El Festival Internacional Fringe de Edmonton, es uno de los mayores eventos artísticos de Canadá y por su concurrencia aun es el mayor festival de teatro alternativo de América del Norte. El festival de teatro alternativo más antiguo en Estados Unidos es el de Orlando, Florida, cuya primera edición se remonta a 1992.

## Elementos propios de una producciónfringe
Las limitaciones y oportunidades que presenta el formato de un festival de teatro alternativo, conducen a una serie de factores comunes.
- Las obras no son juzgadas o evaluadas para ser programadas en el festival: según el número de propuestas algunos festivales hacen un sorteo para seleccionar las obras.
- Por lo general las puestas en escena son minimalistas en un sentido técnico. Por lo general son presentados en salas compartidas, a menudo compartiendo técnicos y con un tiempo técnico limitado, por lo que los decorados y otros elementos técnicos son lo más simples como sea posible.
- Escenificación en espacios no canónicos. Las salas pueden ser salas adaptadas de otros usos o bien se utilizan espacios públicos con un mínimo de adecuación.
- Los elencos tienden a ser más reducidos que en los teatros convencionales; ya que muchos de los grupos actorales se desplazan, y las salas (y por lo tanto los ingresos) tienden a ser relativamente pequeñas, debiendo minimizar los costos todo lo posible. Por lo que las obras o shows unipersonales son bastante comunes en los festivales fringe.
- Las producciones que se ponen en escena en festivales fringe generalmente son de nueva creación, especialmente aquellos sobre temas más oscuros, marginales o inusuales. La falta de una evaluación artística preliminar combinado con la relativamente fácil forma de ser admitido hacen que sea más factible tomar un mayor riesgo en cuanto a los temas o puesta en escena.[4]
- Las obras alternativas duran del orden de una hora, siendo producciones de un solo acto. Sumado a lo económico de las entradas para este tipo de teatro todo ello permite que el público pueda concurrir a varios espectáculos en una misma velada.[5]

## Lista de festivales fringe
| América del Norte - Atlantic Fringe Festival — Halifax, NS - Boulder International Fringe Festival - Boulder, CO - Calgary Fringe Festival — Calgary, AB - Capital Fringe Festival — Washington D. C. - Chicago Fringe Festival — Chicago, IL - Cincinnati Fringe Festival — Cincinnati, OH - Edmonton International Fringe Festival — Edmonton, AB - Festival St-Ambroise Fringe de Montréal — Montreal, QC - FRIGID New York — New York, NY - Fundy Fringe Festival — Saint John, NB - Indianapolis Theatre Fringe Festival — Indianapolis, IN - London Fringe Theatre Festival (Ontario) — London, ON - Minnesota Fringe Festival — Minneapolis, MN - New Orleans Fringe]] - New Orleans, LA - New York International Fringe Festival — New York, NY - On the Edge Fringe Festival — North Bay, ON - Orlando International Fringe Theater Festival — Orlando, FL - Ottawa Fringe Festival — Ottawa, ON - Philadelphia Fringe Festival - Philadelphia, PA - San Diego International Fringe Festival — San Diego, CA - San Francisco Fringe Festival — San Francisco, CA - Saskatoon Fringe Theatre Festival — Saskatoon, SK - St. Lou Fringe Festival — St. Louis, MO - Time-Based Art Festival — Portland, OR - Toronto Fringe Festival — Toronto, ON - Vancouver Fringe Festival — Vancouver, BC - Victoria Fringe Theatre Festival - Winnipeg Fringe Theatre Festival — Winnipeg, MB Europa - Amsterdam Fringe Festival - Bath Fringe Festival - Brighton Festival Fringe - Budapest Fringe Festival - Buxton Festival Fringe - Dublin Fringe Festival - Edinburgh Festival Fringe - London Festival Fringe - Malvern Fringe Festival - Prague Fringe Festival - Reading Fringe Festival - Southside Fringe Festival - Glasgow, Escocia - Stockholm Fringe Festival - Estocolmo, Suecia |